# Bandschale

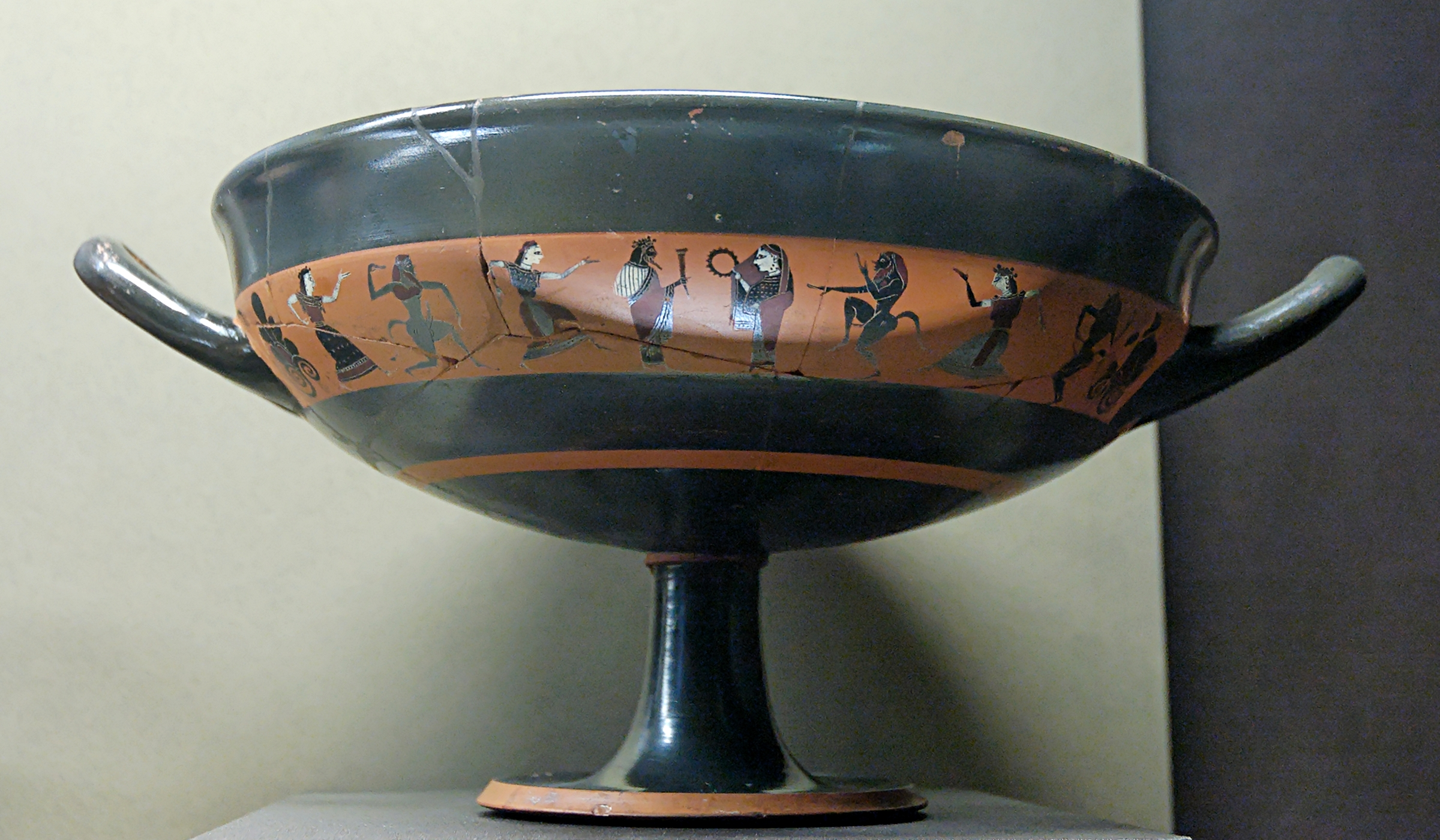
Bandschale, getöpfert von Amasis, bemalt vom Amasis-Maler, Dionysos, Ariadne, Satyrn und Mänaden, um 550/540 v. Chr., Louvre

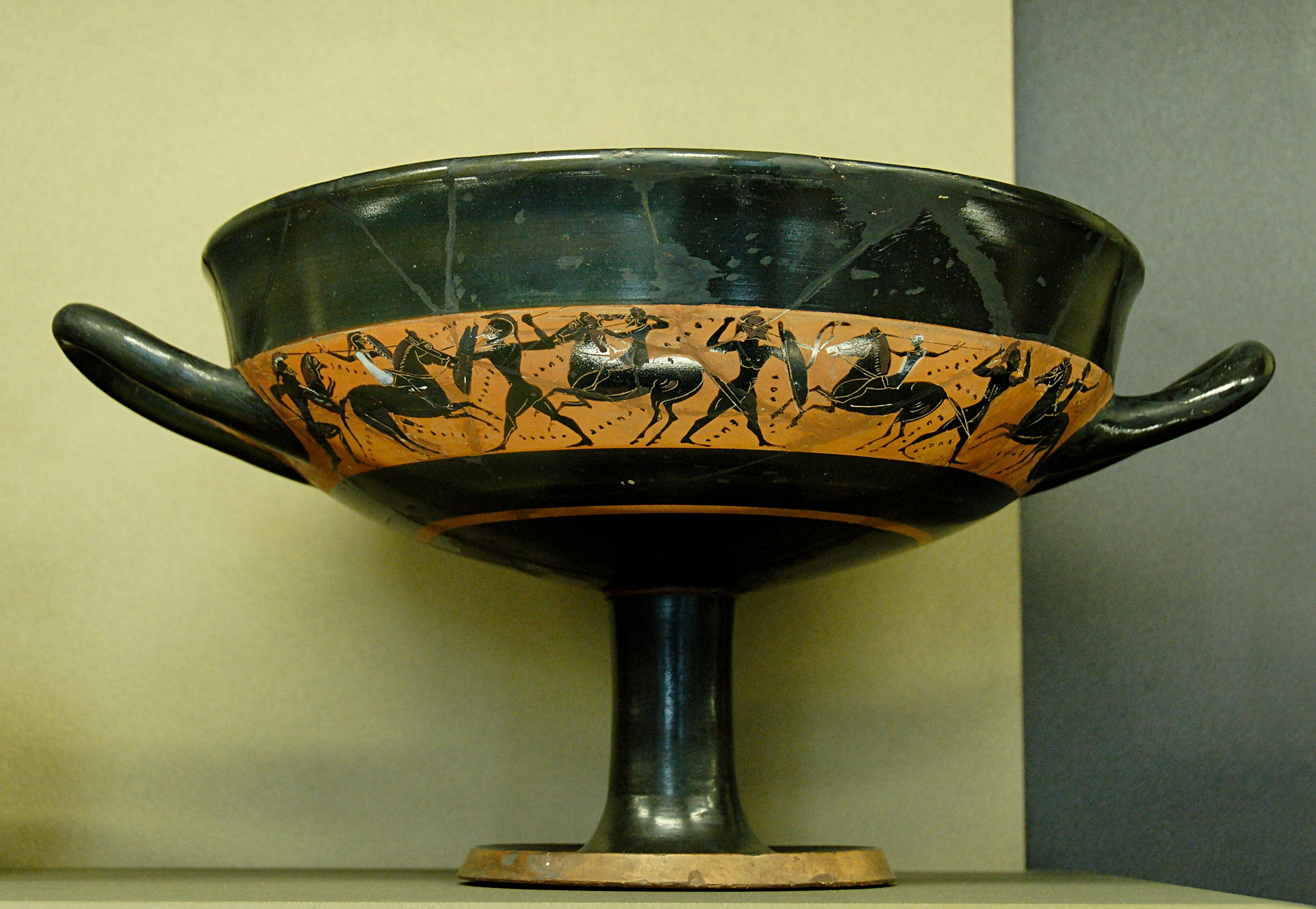
Kampfdarstellungen auf der Bandschale eines unbekannten Malers, um 540 v. Chr., Louvre

Bandschalen sind eine Form der altgriechischen attischen Kleinmeister-Schalen.
Die Lippen der Bandschalen sind schwarz und leicht konkav. An der Verbindungsstelle zwischen Schalenkörper und Schalenfuß gibt es häufig einen roten Ring. Die äußere Figurendekoration findet sich im Bereich der Henkel, meist eingefasst zwischen Palmetten. Innenbilder gibt es bei diesem Schalentyp seltener, ebenso Inschriften. Nur ganz wenige Exemplare sind bis auf ein paar Figurenzeichnungen im Henkelbereich vollkommen schwarz. Ebenfalls nur sehr wenige Stücke, die dem Umkreis des Andokides zugeschrieben werden, weisen Figurenzeichnungen an der flachen Unterseite des Schalenfußes auf.
Es ist unbekannt, warum Band- und Randschalen so lange nebeneinander existierten. Möglicherweise hatten beide Varianten ihre jeweiligen Vorzüge. So war es sicher angenehmer, von einem undekorierten schwarzen Rand einer Bandschale zu trinken, dafür bewirkte ein kräftiger Grat unterhalb der Lippe der Randschalen, dass hier der Wein beim Trinken nicht so leicht überschwappen konnte. Schwieriger in der Herstellung waren die Randschalen.
Bekannte Künstler dieser Schalengattung sind Hermogenes, Glaukytes, der Kentauren-Maler, Neandros, Sokles und der Oakeshott-Maler.